# Victor Vernicos

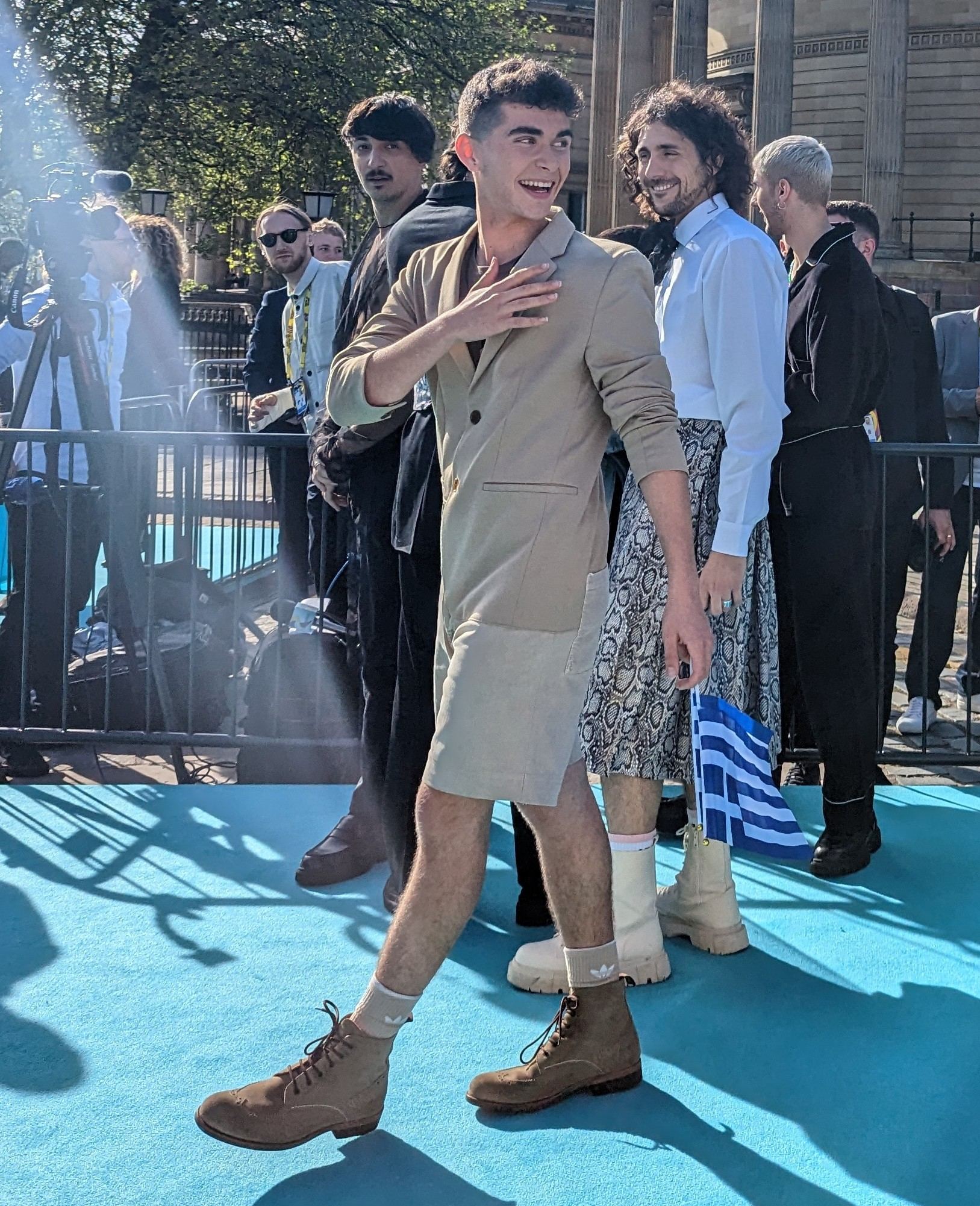
Victor Vernicos auf dem Türkisen Teppich des Eurovision Song Contests 2023

Victor Vernicos Jørgensen (griechisch: Βίκτορ Βερνίκος Γιούργκενσεν; * 23. Oktober 2006 in Athen), bekannt als Victor Vernicos, ist ein griechisch-dänischer Sänger und Songwriter. Mit dem Lied What They Say trat er für Griechenland beim Eurovision Song Contest 2023 in Liverpool an.

## Leben und Karriere
Victor Vernicos wurde 2006 in Athen geboren. Seine Mutter ist Griechin, sein Vater, Lars Juul Jørgensen, stammt aus Dänemark. Sein Großvater Leif Juul Jørgensen (* 1940) ist Jazzklarinettist und früherer Manager.
Bereits im Alter von vier Jahren bekam Vernicos Klavierunterricht, später folgten auch Unterricht in Gesang und Gitarre. Mit elf Jahren schrieb er seine ersten eigenen Lieder. Seit 2021 produziert er auch seine eigene Musik und besucht Kurse in Musiktechnologie. Im selben Jahr veröffentlichte er sein erstes Lied, dessen Musik und Text er selbst geschrieben hat und das er selbst produziert hat.
Am 30. Januar 2023 wurde bekanntgegeben, dass Vernicos Griechenland beim Eurovision Song Contest 2023 in Liverpool mit seinem Lied What They Say vertreten soll. Sein Lied wurde Anfang März 2023 vorgestellt. Nach seinem Auftritt im zweiten Halbfinale am 11. Mai konnte er sich jedoch nicht für das Finale qualifizieren. Mit 16 Jahren ist er der jüngste Künstler, der Griechenland jemals beim Eurovision Song Contest vertreten hat.

## Diskografie
Singles
- Apart (2020)
- Fake Club (2021)
- Hope It’s In Heaven (2021)
- Youthful Eyes (2022)
- Mean To (2022)
- Out Of This World (2022)
- Brutally Honest With You (2022)
- What They Say (2023)
- The 968 Paradox (2023)
- Fading (2024)
- Enemy Lines (2024)